# Saint-Constant (Cantal)
Saint-Constant ist eine französische Ortschaft im Département Cantal in der Region Auvergne-Rhône-Alpes. Die bis zum 1. Januar 2016 bestehende Gemeinde gehörte zum Arrondissement Aurillac und zum Kanton Maurs. Sie ging durch ein Dekret vom 4. Dezember 2015 mit Fournoulès in der Commune nouvelle Saint-Constant-Fournoulès auf. Seither ist sie deren Hauptort (Chef-lieu) und eine Commune déléguée. Die Gemeindegemarkung umfasste 2,18 km². Nachbarorte sind Maurs im Westen und im Norden, Mourjou im Nordosten, Fournoulès im Osten und im Südosten, Saint-Santin-de-Maurs und Saint-Santin im Süden und Le Trioulou im Südwesten.

## Bevölkerungsentwicklung
| Jahr      | 1962 | 1968 | 1975 | 1982 | 1990 | 1999 | 2004 | 2009 | 2013 |
| --------- | ---- | ---- | ---- | ---- | ---- | ---- | ---- | ---- | ---- |
| Einwohner | 727  | 704  | 703  | 689  | 659  | 553  | 594  | 561  | 564  |